# シャウムブルク＝リッペ州

シャウムブルク＝リッペ自由州
Freistaat Schaumburg-Lippe

1807-1945年

シャウムブルク＝リッペ自由州または

シャウムブルク＝リッペ自由国（ドイツ語: Freistaat Schaumburg-Lippe）は、1918年のドイツ革命によるシャウムブルク＝リッペ侯国の解体により成立した、ドイツ国の自由州である。ヴァイマル共和政の元で議会制民主主義を敷いていた。第二次世界大戦を経て1946年まで存続し、ニーダーザクセン州に合併されて消滅した。シャウムブルク＝リッペ州ともいう。

## 歴史

### 前史
シャウムブルク＝リッペ伯領は、1647年にシャウムブルク郡がブラウンシュヴァイク＝リューネブルク公、ヘッセン＝カッセル方伯、リッペ伯の下に分割されて成立した。シャウムブルク＝リッペ伯領の領地は小さく、当初は行政施設をヘッセン＝カッセル方伯領シャウムブルク郡と共用するほどで、前途は多難であった。ヘッセン＝カッセル方伯がシャウムブルク＝リッペ伯領を我が物にせんと狙っていたため、シャウムブルク＝リッペ伯ヴィルヘルムは国防に力を注いだが、そのせいで国は債務過剰に陥った。 
ゲオルク・ヴィルヘルムの治世において、シャウムブルク＝リッペ伯領は他のドイツ諸侯と共にナポレオンに付き、ライン同盟を結成した。1807年にはゲオルク・ヴィルヘルムがシャウムブルク＝リッペ侯に叙されて侯国に昇格し、ナポレオン戦争後の1815年にはドイツ連邦に加わった。1867年にはプロイセンが主唱する北ドイツ連邦に加わり、1871年からはドイツ帝国の領邦国家となった。第一次世界大戦後のドイツ革命によりドイツ帝国内の領邦国家で次々と君主が廃位される中、最後まで残った君主の一人であるシャウムブルク＝リッペ侯アドルフ2世も1918年11月15日に廃位・追放された。

### 第一次世界大戦後
第一次世界大戦後、シャウムブルク＝リッペ侯国はヴァイマル共和政の下で自由州に再編された。シャウムブルク＝リッペ州ではドイツ社会民主党が州議会第一党を占め、1933年3月までドイツ民主党との連立政権を維持していた。プロイセン自由州との関係が深く、1926年の住民投票でプロイセンとの合併が図られたが過半数に及ばず否決された。1930年にも州議会で諮られたが、3分の2以上の賛成を得られず否決された。   
シャウムブルク＝リッペ自由州は、行政上はビュッケブルク郡とシュタットハーゲン郡、さらに1934年に都市権を得た郡独立市ビュッケブルクおよび郡独立市シュタットハーゲンで構成されていた。 

### 第二次世界大戦後
1946年8月23日のイギリス軍政令第46号でイギリス占領地域の諸州を独立国とすることが宣言され、シャウムブルク＝リッペ自由州はシャウムブルク＝リッペ共和国となった。 
1946年11月23日には、ブラウンシュヴァイク共和国 (ソ連占領下にあり、ザクセン=アンハルト州に統合された東部のブランケンブルク郡とカルフェルデの飛び地およびヘルムシュテット郡を除く)、ハノーファー州 (ソ連占領下のエルベ川右岸を除く)、オルデンブルク共和国およびシャウムブルク＝リッペ共和国はニーダーザクセン州に統合された。また、2つの郡も郡庁所在地をシュタットハーゲンとするシャウムブルク＝リッペ郡に統合された。1975年1月19日にはドイツ連邦共和国基本法第29条に基づいてシャウムブルク＝リッペ侯国の回復を求める住民投票が行われ、賛成多数であったが連邦議会に結果の受け入れを拒絶されている。   

## 国家機関
1922年に制定されたシャウムブルク＝リッペ州憲法により、立法権は基本的に州議会にあり、州議会は3年ごとの比例代表制選挙によって選出された15人の議員で構成されていた。行政権は州議会が選出した州政府が執行し、州政府の定員は5名、うち常勤が2名、非常勤が3名であった。州政府は州議会政府の常勤議長が率いるものとされた。内政については、ビュッケブルク郡、シュタットハーゲン郡、ビュッケブルク郡独立市、シュタットハーゲン郡独立市の4つに分かれていた。1933年の時点で、ビュッケブルク郡には34の自治体と3つの未編入地域があり、シュタットハーゲン郡にはハーゲンブルク村およびシュタインフーデ村に加えて32の自治体と5つの未編入地域があった。司法権に関しては、ビュッケブルクとシュタットハーゲンに区裁判所 (Amtsgerichten)、ビュッケブルクにラント裁判所 (Landgericht) があった他、州間条約によりプロイセン自由州のツェレ上級ラント裁判所が所轄していた。 

## 政府
- 1919-1922年： オットー・ベーマー (無所属、州議会および州政府議長)
- 1922-1925年： コンラート・ヴィッパーマン (無所属、州議会および州政府議長)
- 1925-1927年： エーリヒ・シュタインブレッヒャー (社会民主党、州議会および州政府議長)
- 1927-1933年： ハインリヒ・ローレンツ (社会民主党、州議会および州政府議長)
- 1933年： ハンス＝ヨアヒム・リーケ (ナチ党、国家弁務官)
- 1933-1945年： カール・ドライアー (ナチ党、州首相)
- 1933-1945年： アルフレート・マイヤー (ナチ党、リッペおよびシャウムブルク＝リッペの国家代理官)
- 1945-1946年： ハインリヒ・ベーヴァー (元ドイツ国家党、州議会および州政府議長)
- 1945- 1946年： ハインリヒ・ドラーケ (イギリス軍政府により任命されたシャウムブルク＝リッペおよびリッペ州首相)

## 人口
面積340.2平方キロメートルの小さな州で、人口は1934年に50,669人、1939年には54,162人であった。 

### 宗教
シャウムブルク＝リッペ侯家が改革派教会の信徒であったことから、住民の圧倒的多数 (98.2％) はプロテスタントであり、そのほとんどが福音派ルーテル教会に属する。カトリック (1.3％) とユダヤ教 (0.4％) は極めて少数派である。 
今日でも、地域の教会にはそれぞれ司祭がおり、旧シャウムブルク＝リッペ州内の教会はニーダーザクセン州でも裕福な教会である。 